# TNP1
TNP1 (англ. Transition protein 1) – білок, який кодується однойменним геном, розташованим у людей на короткому плечі 2-ї хромосоми.  Довжина поліпептидного ланцюга білка становить 55 амінокислот, а молекулярна маса — 6 424.
| 10         |  | 20         |  | 30         |  | 40         |  | 50         |
| ---------- |  | ---------- |  | ---------- |  | ---------- |  | ---------- |
| MSTSRKLKSH |  | GMRRSKSRSP |  | HKGVKRGGSK |  | RKYRKGNLKS |  | RKRGDDANRN |
| YRSHL      |  |            |  |            |  |            |  |            |

A: Аланін

D: Аспарагінова кислота

G: Гліцин

H: Гістидин

K: Лізин

L: Лейцин

M: Метіонін

N: Аспарагін

P: Пролін

R: Аргінін

S: Серин

T: Треонін

V: Валін

Кодований геном білок за функціями належить до білків розвитку, фосфопротеїнів. 
Задіяний у таких біологічних процесах як диференціація, сперматогенез. 
Білок має сайт для зв'язування з ДНК. 
Локалізований у ядрі, хромосомах.